# Tejada (Burgos)
Tejada ist ein Ort und eine nordspanische Landgemeinde (municipio) mit nur noch 35 Einwohnern (Stand: 2024) im Süden der Provinz Burgos in der Autonomen Gemeinschaft Kastilien-León.

## Lage und Klima
Tejada liegt in der kastilischen Hochebene (meseta) gut 67 km (Fahrtstrecke) südöstlich der Provinzhauptstadt Burgos in einer Höhe von ca. 1085 m. Der östliche Teil der Gemeinde liegt im Parque Natural Sabinares de Arlanza - La Yecla. Das Klima ist gemäßigt bis warm; Regen (ca. 714 mm/Jahr) fällt übers Jahr verteilt.

## Bevölkerungsentwicklung
| Jahr      | 1970 | 1981 | 1991 | 2001 | 2011 | 2021 |
| Einwohner | 121  | 31   | 57   | 54   | 38   | 34   |

## Sehenswürdigkeiten
- Michaeliskirche (Iglesia de San Miguel Arcángel)
- Museum zur Erdgeschichte

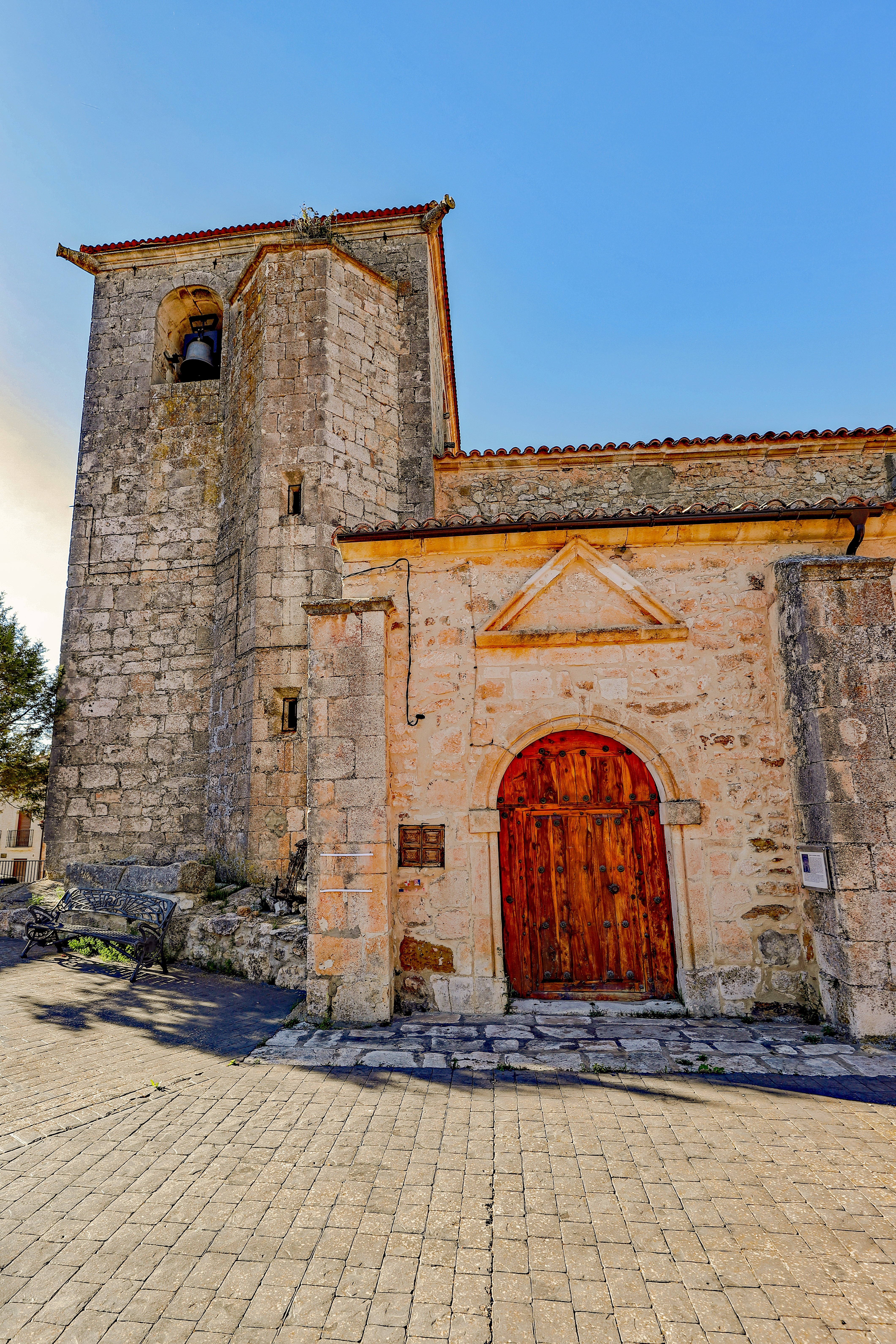
Michaeliskirche